# Nallampatti
Nallampatti (o Nallanpatti) è una suddivisione dell'India, classificata come town panchayat, di 3.670 abitanti, situata nel distretto di Erode, nello stato federato del Tamil Nadu. In base al numero di abitanti la città rientra nella classe VI (meno di 5.000 persone).

## Geografia fisica
La città è situata a 11° 21' 04 N e 77° 32' 08 E.

## Società

### Evoluzione demografica
Al censimento del 2001 la popolazione di Nallampatti assommava a 3.670 persone, delle quali 1.871 maschi e 1.799 femmine. I bambini di età inferiore o uguale ai sei anni assommavano a 295, dei quali 168 maschi e 127 femmine. Infine, coloro che erano in grado di saper almeno leggere e scrivere erano 1.977, dei quali 1.227 maschi e 750 femmine.